# Kajenska paprika
Kajenska paprika (lat. Capsicum frutescens), vrsta crvene ljute paprike najpoznatiji po kultivaru tabasco, a ime mu dolazi po istoimenoj meksičkoj državi Tabasco.
To je grm podrijetlom iz Meksika i Srednje Amerike, a uvezena je po državama širom svijeta, uključujući i Hrvatsku. Postoji nekoliko kultivara.
Tabasco je kultivar vrste Capsicum frutescens i obično se uzgaja kao jednogodišnja biljka. Papar se često melje i miješa s octom kako bi se dobio ljuti umak. Osnova je svjetski poznatog začina poznatog kao Tabasco umak.
T. Nikolić i J. Karavla ovoj vrsti daju ime kajenski papar, što je ime kultivara vrste C. Annuum ili jednogodišnje paprike.